# Margitta Zellmer

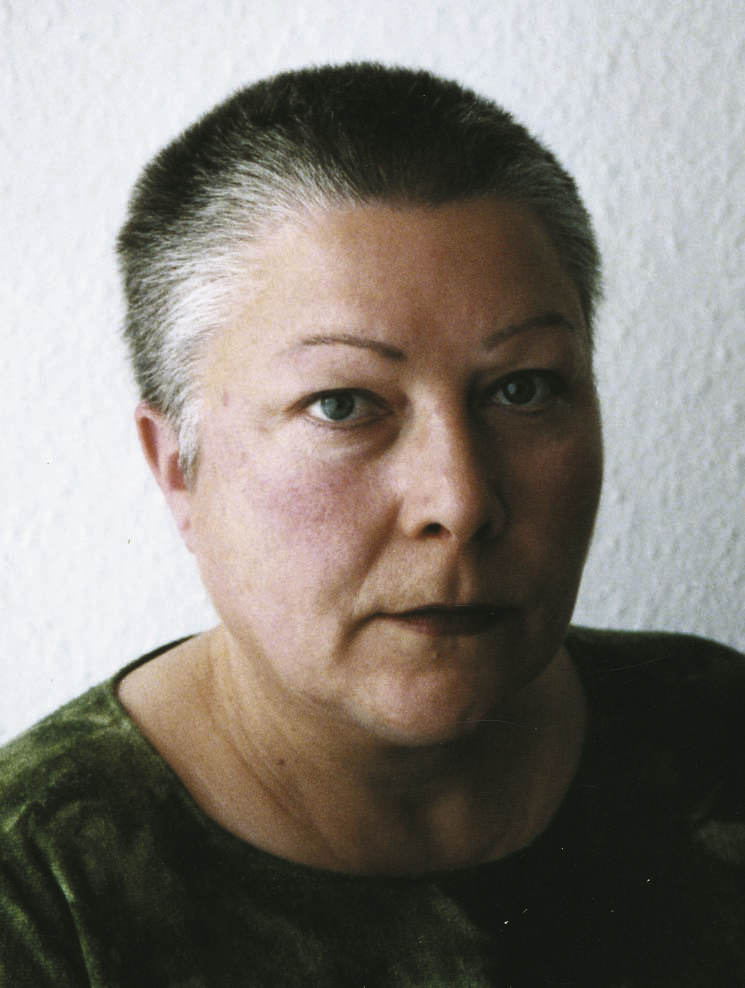
Margitta Zellmer, 2011

Margitta Zellmer (* 16. August 1954 in Karl-Marx-Stadt) ist eine deutsche Autorin und Sozialarbeiterin.

## Leben
Margitta Zellmer, Tochter des Grafikers Robert Diedrichs, besuchte von 1961 bis 1969 die Polytechnische Oberschule und anschließend bis 1973 die Erweiterte Oberschule „Friedrich Engels“ in Karl-Marx-Stadt, wo sie ihr Abitur ablegte. 1973 bis 1979 absolvierte sie das Studium der Philosophie in Leipzig und Dresden mit Abschluss als Diplomphilosophin.
Von 1979 bis 1982 arbeitete Zellmer als Assistentin an der Sektion Marxismus-Leninismus an der Technischen Hochschule Karl-Marx-Stadt. Danach war sie bis 1987 als Redakteurin und Chefredakteurin des Hochschulspiegel, der Betriebszeitung der Technischen Hochschule Karl-Marx-Stadt, und 1987 bis 1989 als Dozentin an der Bezirksparteischule der SED „Ernst Schneller“ in Mittweida tätig. 1990/1991 war sie Redakteurin von Sachsens Die Neue, der linken Zeitung für Sachsen.
1992 und 1993 absolvierte sie eine Weiterbildung zur Suchtberaterin. Im Anschluss war sie bis 2004 verantwortlich für die Öffentlichkeitsarbeit im Chemnitzer Verein Selbsthilfe 91 e.V. und schloss 2001 ein berufsbegleitendes Fachschulstudium als Fachkraft für soziale Arbeit ab. Parallel dazu arbeitete sie seit 1993 freiberuflich als Redakteurin bei folgenden Zeitungen/Zeitschriften: Wirtschaftsjournal, HOT – Magazin für Hohenstein-Ernstthal und KISS/FWZ-Info – Zeitschrift für Selbsthilfe und freiwilliges Engagement.
Zellmer war verantwortliche Redakteurin von vier Stadtteilzeitungen in Chemnitz. Seit 1997 Brühl-BISS – erste Stadtteilzeitung in Chemnitz; seit 2001 KaSch – zweite Stadtteilzeitung in Chemnitz; seit 2008 Ikarus-Post und seit 2010 ReitbahnBote. Die Ikarus-Post wurde 2017 mit der ebenfalls im Heckert-Wohngebiet bis dahin erscheinenden Stadtteilzeitung MarMorHut (für Markersdorf/Morgenleite/Hutholz) zum Südblick vereinigt, die seither als einheitliche Stadtteilzeitung für das gesamte Heckert-Gebiet erscheint. Zellmer hat somit vier Stadtteilzeitungen in Chemnitz aus der Taufe gehoben, redigierte sie von Anfang an, kreierte Konzeption und Layout. Von 2003 bis 2004 war sie verantwortliche Redakteurin von Der klare Blick – linke Zeitung für Chemnitz. Sie ist Autorin von vier Kinderbüchern und zwei Büchern, die sie mit Ursula Siemens zusammen veröffentlichte.
Für die Frauentagsausstellung „Mehr Stolz, ihr Frauen“, die 2006 in Chemnitz präsentiert wurde, erstellte Zellmer gemeinsam mit der Fotografin Karla Mohr 32 Porträts von Chemnitzerinnen. Die Exposition ist als Wanderausstellung konzipiert und wurde u. a. in Dresden, Plauen, Pirna und München gezeigt.
2010 hat sie im Auftrag des Arbeiterwohlfahrt Kreisverbandes Chemnitz und Umgebung e.V. die Chronik der 20-jährigen Geschichte dieser Institution geschrieben und gestaltet.
Des  Weiteren erarbeitete sie 2012 eine Dokumentation „Ich hatte vier Mütter und drei Väter“, in der die Lebensgeschichte von Sieglinde Helmsdorf erzählt wird. Träger und Herausgeber des Projekts ist der Verein Klinke e.V. und wird über das Bundesprogramm „Toleranz fördern – Kompetenz stärken“ gefördert.
2013 schrieb Margitta Zellmer die Biografie von Justin Sonder, einem der letzten Chemnitzer Auschwitz-Überlebenden, auf.  Das Buch trägt den Titel: Chemnitz – Auschwitz und zurück. Aus dem Leben von Justin Sonder. 2016 schrieb Margitta Zellmer nach Erzählungen der Tochter die Biografie von Karl Stark, einem aus dem Vogtland stammenden Spanienkämpfer. Das Buch trägt den Titel Heimatlos für eine bessere Heimat. Beide Bücher waren Projekte des Klinke e.V. und wurden vom Lokalen Aktionsplan für Demokratie und Toleranz der Stadt Chemnitz gefördert. 2018 verfasste Zellmer im Auftrag des AWO-Kreisverbandes Chemnitz und Umgebung e.V. die Broschüre „Liebes Chemnitz“, worin im Jahr des 875. Stadtjubiläums Chemnitzer Senioren in Briefform über ihr Verhältnis zu ihrer Heimatstadt erzählen. Die Broschüre wurde von der Stadt Chemnitz und der Chemnitzer Wirtschaftsförderungs- und Entwicklungsgesellschaft mbH (CWE) gefördert.
Anfang 2022 stellte sie krankheitsbedingt ihre langjährige Tätigkeit als Redakteurin mehrerer Stadtteilzeitungen ein und ist seitdem im Ruhestand.

## Kritik
- Bei „Exkaputtgehen“ schreibt Dubçek Ebenda im Heft 3 auf Seite 38 und 39 unter „Wir Zellmern!“: „In Zukunft sollte sich die vermeintlich ebenso unter dem Synonym „S. Vetisch“ schreibende MZ nicht mehr mit sich selbst in Konflikt treten, wenn sie endlich die einzige Stadtteilzeitungsjournalistin im Umkreis von 80 km sein wird. Die Frau ist, so legt es ihr output nahe, eine Tausendsassa und auf jedem Parkett der Welt daheim.“
- Reinhardt O. Cornelius-Hahn schreibt zu „Späte Freundschaft“: „Es ist ein eigentümliches Buch, das die beiden Frauen uns da offerieren. Ich war auf Langeweile eingestellt. Nach dem ‚Überfliegen’ habe ich mich hier und dort festgelesen. Merkwürdig, diese unterschiedliche Sicht auf die Dinge, aber es ist tatsächlich so, wenn Ost und West versuchen, miteinander zu reden und sich zu offenbaren, ist es eine Wohltat. Die ausgetauschten Informationen sind interessant, oft sogar wertvoll und erkenntnisreich. Hier tauschen zwei reife Menschen ihre Gedanken auf einem hohen Niveau aus. Auch Alltag ist dabei und spannend. Der Briefwechsel ist intim, aber nicht verletzend, er ist offen, aber nicht derb. Ohne Übertreibung, es ist ein im besten Sinne des Wortes merkwürdiges, vielleicht auch tolles Buch. Lesenswert ist es allemal.“

## Publikationen
- 2005: Maus mit Flügeln (Kinderbuch)
- 2005: Abenteuer Usedom (Kinderbuch)
- 2006: Abenteuer Querxenland (Kinderbuch)
- 2006: Späte Freundschaft – ein Ost-West-Briefwechsel (Buch mit Ursula Siemens)
- 2007: Geheimnisvolle Insel Usedom (Kinderbuch)
- 2009: Jahrgang 1949 – Lebensgeschichten aus Ost und West (Buch mit Ursula Siemens)
- 2012: Ich hatte vier Mütter und drei Väter (Buch mit Sieglinde Helmsdorf)
- 2013: Chemnitz – Auschwitz und zurück. Aus dem Leben von Justin Sonder (Biografie)
- 2016: Heimatlos für eine bessere Heimat. Erinnerungen an Karl Stark und weitere Interbrigadisten (Herausgeber: Klinke e.V. Chemnitz)
- 2018: Liebes Chemnitz (Broschüre mit Briefen von Chemnitzer Seniorinnen und Senioren an ihre Stadt)
- 2019: Unsere Mutter, das Gänseblümchen Buch mit Edith Heinrich (Herausgeber: VVN-BdA Chemnitz)[11]
- 2020: Lebenswege. Hanns und Frank Diettrich. Vater und Sohn – zwei Chemnitzer Bildhauer (Herausgeber: VVN-BdA Chemnitz) OCLC 1249017804